# Daredevil (film)
Daredevil är en amerikansk superhjältefilm från 2003, i regi av Mark Steven Johnson med Ben Affleck och Jennifer Garner i huvudrollerna. Filmen är baserad på superhjälten Daredevil från Marvel Comics.

## Handling
Matt Murdock blir redan som pojke blind som följd av en olycka. Som en ytterligare följd av olyckan får han superkrafter i form av att hans övriga sinnen blir hyperkänsliga. Han utnyttjar sina övermänskliga förmågor som den maskerade brottsbekämparen Daredevil på nätterna i New York. Sedan hans far mördas ska han försöka hitta mördaren för att hämnas.

## Rollista (i urval)
- Ben Affleck – Matt Murdock / Daredevil
  - Scott Terra – Matt Murdock (ung)
- Jennifer Garner – Elektra Natchios
- Colin Farrell – Lester Poindexter / Bullseye
- Michael Clarke Duncan – Wilson Fisk / The Kingpin
- Jon Favreau – Franklin "Foggy" Nelson
- Ellen Pompeo – Karen Page
- Joe Pantoliano – Ben Urich
- Leland Orser – Wesley Owen Welch
- Lennie Loftin – Detektiv Nick Manolis
- Erick Avari – Nikolas Natchios
- Derrick O'Connor – Fader Everett
- David Keith – Jack Murdock
- Stan Lee – Gammal man (cameo)